# Cestrum pseudopedicellatum
Cestrum pseudopedicellatum är en potatisväxtart som beskrevs av Francey. Cestrum pseudopedicellatum ingår i släktet Cestrum och familjen potatisväxter. Inga underarter finns listade i Catalogue of Life.